# Laura Dreyfuss
Laura Dreyfuss (* 22. srpna 1988) je americká herečka a zpěvačka. Její nejznámější rolí je Madison McCarthy v hudebním televizním seriálu Glee, kde se poprvé objevila v šesté sérii tohoto seriálu. Předtím se objevila na divadelních prknech v broadwayském muzikálu Once.
O roli v Glee se ucházela písní Billa Witherse, „Ain't No Sunshine“. Se svým seriálovým bratrem, Billym Lewisem mladším, se setkala již při turné muzikálu Vlasy, kde se z nich stali blízcí přátelé.

## Filmografie

### Film
| Rok  | Název       | Role | Poznámky |
| ---- | ----------- | ---- | -------- |
| 2017 | After Party | Lara |          |

### Televize
| Rok        | Název                     | Role             | Poznámky                         |
| ---------- | ------------------------- | ---------------- | -------------------------------- |
| 2015       | Glee                      | Madison McCarthy | vedlejší role (6. řada), 11 dílů |
| 2018       | The Marvelous Mrs. Maisel | Deecy            | 2 díly                           |
| 2019–dosud | Politik                   | McAfee Westbrook | hlavní role                      |

## Divadlo
| Rok       | Název hry                                 | Role         | Poznámky                                                         |
| --------- | ----------------------------------------- | ------------ | ---------------------------------------------------------------- |
| 2010-2011 | Vlasy                                     | Sheila       | V roce 2010 turné po Spojených státech, v roce 2011 na Broadwayi |
| 2012–2013 | Once                                      | dívka        | Bernard B. Jacobs Theatre, Broadway                              |
| 2013      | What's It All About? Bacharach Reimagined | neznámá role | uvedení mimo Broadway                                            |
| 2015      | Dear Evan Hansen                          | Zoe Murphy   | Uvedení v Arena Stage ve Washingtonu DC v létě 2015              |
| 2016      | Dear Evan Hansen                          | Zoe Murphy   | Second Stage, mimo-Broadway                                      |
| 2016–2018 | Dear Evan Hansen                          | Zoe Murphy   | Music Box Theatre, Broadway                                      |